# Schismatoglottis tecturata
Schismatoglottis tecturata är en kallaväxtart som först beskrevs av Heinrich Wilhelm Schott, och fick sitt nu gällande namn av Adolf Engler. Schismatoglottis tecturata ingår i släktet Schismatoglottis och familjen kallaväxter. Inga underarter finns listade.